# Paris-Roubaix 1966
La 64e édition de la course cycliste Paris-Roubaix a eu lieu le 17 avril 1966 et a été remportée en solitaire par l'Italien Felice Gimondi.

## Classement final
|    | Cycliste           | Équipe                     | Temps           |
| -- | ------------------ | -------------------------- | --------------- |
| 1  | Felice Gimondi     | Salvarani                  | 6 h 59 min 26 s |
| 2  | Jan Janssen        | Pelforth-Sauvage-Lejeune   | + 4 min 08 s    |
| 3  | Gustaaf Desmet     | Wiel's-Groene Leeuw-Gancia | + 4 min 08 s    |
| 4  | Willy Planckaert   | Romeo-Smiths               | + 4 min 08 s    |
| 5  | Jos Huysmans       | Dr. Mann-Grundig           | + 4 min 08 s    |
| 6  | Rudi Altig         | Molteni                    | + 4 min 08 s    |
| 7  | Willy Bocklant     | Dr. Mann-Grundig           | + 4 min 08 s    |
| 8  | Arthur de Cabooter | Wiel's-Groene Leeuw-Gancia | + 4 min 08 s    |
| 9  | Rik Van Looy       | Solo-Superia               | + 4 min 08 s    |
| 10 | Gerben Karstens    | Televizier-Batavus         | + 4 min 08 s    |